# Манастир Велуће
Манастир Велуће се налази код истоименог места, недалеко од Трстеника и припада Епархији крушевачкој Српске православне цркве. Архитектонски, манастирска црква припада моравској школи и због сличности са Лазарицом у Крушевцу, сматра се да јој је била узор у градњи или да су, пак, грађене истовремено и то од истих мајстора.
Манастир Велуће се данас налази под заштитом Републике Србије, као споменик културе од великог значаја.

## Историја
Задужбина је непознате породице која је припадала властели кнеза Лазара (1371—1389),5 km јужно од магистале Појате–Краљево, чији су мушки припадници највероватније погинули у Косовском боју 1389. Градња манастира везује се за период владавине кнеза Лазара (друга половина 14. века) и властелинску породицу која је управљала овим крајем. Сматра се да су могли бити у родбинским односима са самим Лазаром. Велика сличност декоративне пластике манастирске цркве у Велући са оном на Лазарици и манастирској цркви у Раваници, као и далеко богатија спољашња обрада у односу на Нову Павлицу, задужбину Лазареве сестре Драгане и њених синова, Лазара и Стефана Мусића, указују на то да је ктиторка Велуће била на високом друштвеном положају у Лазаревој држави, због чега су поједини аутори сматрали да је била родбински повезана са Лазаревом породицом. Кнез Лазар је 1389. године поклонио газдинство са Велућом, манастиру Свети Пантелејмон на Светој Гори, о чему постоји запис у повељи кнегиње Милице из 1395. године..
Подизање Велуће се смешта, на основу сличности са црквом Лазарицом, у 1377/1378, а ктиторка је унутрашњост манастирске цркве, посвећене Богородичином Ваведењу, украсила фрескама,које се стилски потпуно разликују од савременог моравског сликарства. Током владавине кнеза Милоша изведена је обнова горњег дела цркве, који је том приликом осликан са спољне стране.
Године 1870. манастир се налазио у селу Велућу, округу Чачанском, срезу Трнавском и епархији Ужичкој. Било је тада у њему три калуђера.
Архимандрит Иринеј Вујановић био је игуман манастира од (1920—1922).
Манастирски посед 1895. године је износио 227 хектара земље, од које је 200 хектара било под шумом. Вредност имања је процењена на само 5.750 динара. Манастир је претворен у женски 1939, одлуком епископа жичког Николаја.
Игуманија манастира током 34 године била је Олимпијада Маринковић (1923—2011) која је 70 година провела у манастиру.

## Архитектура
Црква манастира Велућа припада Моравској школи и има основу сажетог триконхоса са квадратним нартексом, куполом смештеном на луковима који почивају на пиластрима и апсидама, које су са унутрашње стране полукружне, а са спољашње петостране. Изграђена је од пешчара и опеке, њена спољашњост је подељена са два кордонска венца и стубићима, а украшена је декоративном пластиком која садржи приказе животиња и преплета, сачињеног од две траке. Велика сличност украса на манастирској цркви са онима на Лазарици и Раваници, далеко већа него код осталих цркава тог доба, сведочи о јасној тежњи њене ктиторке да опонаша Лазареве задужбине, као и о томе да је била на високом друштвеном положају и располагала значајним средствима која су јој то омогућила. Поједини научници су сугерисали да су у градњи манастирске цркве могли бити укључени и Лазареви мајстори.
Радови на заштити архитектуре и живописа су обављене 1973.године, док су 2006.године изведена археолошка истраживања и санација крова.

## Живопис
Фреске у унутрашњости манастирске цркве су настале пре 1389. године,ликови су сликани плошно, без истицања волумена, а фигуре сведене на декоративне, наивно цртане зидне слике.
Представа Страшног суда насликана је у нартексу, Велики празници, Страдања Христова, две сцене из живота Богородице и светитељи су приказани у наосу, док се у олтарском делу налазе евхаристичке композиције.
Као сизерен ктиторке манастира (приказане у наосу), кнез Лазар је са супругом насликан у цркви, док се у нартексу налазе четири фигуре млађих мушкараца, за које се сматра да су били њени синови. Њихова имена су данас избледела и не могу се видети, али се зна да су уз стајала имена Оливер, Дејан, Братан и Константин. Истраживањем њихових фресака, утврђено је да су непосредно након њиховог завршетка оне биле прерађене, тако што су рукама њихових фигура досликани крстови, док је Дејановој фигури уместо руке која држи тоболац за стреле, насликана рука која држи крст. Ова драстична промена навела је истраживаче на закључак да су првобитне фреске насликане док су њих четворица били живи, али су, након њихове изненадне погибије (вероватно у боју на Косову), оне биле прерађене.
Не зна се у којој мери и када је црква страдала али се на основу два сачувана натписа закључује да је обнављана 1833. године у време владавине Милоша Обреновића, када је саграђен и конак. и 1836.
Иконостас капеле је дело манастирске иконографске радионице. Порта је изузетно уређена и наликује ботаничкој башти.